# Akinetón Retard
Akinetón Retard es una banda de jazz fusión y música experimental chilena. Su nombre viene de un medicamento para el tratamiento del párkinson. Su trabajo ha sostenido una exploración de ya más de una década de vida y viajes promocionales a Europa e incluso a Japón y China. El grupo se conformó en 1994 por Vicente García-Huidobro, Leonardo Arias y Pablo Araya, estudiantes de música en la Universidad de Chile.
Mezclan una gran puesta en escena que incluye videos y grabaciones, con efectos de sonido de diverso tipo, con una ecléctica y virtuosa habilidad musical que mezcla sonidos del rock progresivo y del jazz creados con técnicas composicionales de la música clásica moderna.

## Miembros
- Tanderal Anfurness (Vicente García-Huidobro) - guitarra y voz
- Estratos Akrias (Leonardo Arias) - saxofón y clarinete bajo
- Bolshek Tradib (Cristián Bidart) - batería
- Edén Ocsarrak (Edén Carrasco) - saxo alto y tenor
- Jaime Concha - bajo
- Petras das Petren (Rodrigo de Petris) - saxofón tenor y barítono

### Antiguos miembros
- Albatros Kapriat (Álvaro Cabrera) - clarinete
- Lera Tutas (Pablo Araya) - bajo
- Marcelo Metralleta Montero - batería
- Iyuck Celaznog (Cristián González) - percusión
- Lectra Cëldrej (Rolando Jeldres) - bajo y contrabajo
- Santiago Astaburuaga - bajo

## Discografía
| Año  | Título              | Discográfica             |
| ---- | ------------------- | ------------------------ |
| 1999 | Akinetón Retard     | Autoedición              |
| 2002 | Akranania           | Mylodon Records          |
| 2003 | 21 canapés          | Mylodon Records          |
| 2005 | Akinetón ao Vivo    | Editio Princeps (Brasil) |
| 2006 | Cadencia urmana     | Autoedición              |
| 2007 | Sentido Común (DVD) | Poseidon Records (Japón) |
| 2015 | Azufre              | CHT Müsik                |